# عبد الله بن يزيد الخطمي
عبد الله بن يزيد الخطمي صحابي من الأنصار بايع بيعة الرضوان وعمره يومئذ سبع عشرة سنة، له أحاديث عن النبي، شهد وقعة صفين ومعركة النهروان مع علي بن أبي طالب، وولي إمرة الكوفة لعبد الله بن الزبير، مات قبل سنة 70 هـ وله نحو من ثمانين سنة.

## اسمه ونسبه
- هو عبد الله بن يزيد بن زيد بن حصن وقيل: حصين بن عمرو بن الحارث بن خطمة بن جشم بن مالك بن الأوس الأنصاري الخطمي.[1][2][3]
- كان والده من الصحابة شهد بيعة الرضوان وأحد وما بعدها، ومات قبل فتح مكة.
- أمه ليلى بنت مروان بن قيس.
- وَلَدَ عبدُ الله بن يزيد: موسى، وأمَّ الحكم، والسرِيّةَ، وأُبَيّةَ، وأمُّهم أم بكر بنت حُذَيفة بن اليَمَان من بني عَبْس. وفاطمةَ، وأمَّ عدي، وأمّ أيوب، وحفصةَ، وَسُلَيْمَةَ، وأمهم أم هارون بنت مسعود بن قيس بن الخطاب بن حصين. ويقال: بل أمهم أيضا أم بكر بنت حذيفة بن اليَمان.[4]

## سيرته
كان عبد الله ممن بايع في بيعة الرضوان وشهد صلح الحديبية مع والده، وكان صغيرًا، حيث كان عمره حينها سبع عشرة سنة، وذكروا أنه كان من من أكثر الناس صلاةً، وكان لا يصومُ إلا يوم عاشوراء.
شارك في موقعة الجسر، ولما برك الفيل علي أبي عبيد الثقفي فقتله، هَرَب الناسُ، فسبقهم عبد الله بن يزيد الخَطْمِي، فقطَع الجسر، وقال: «قَاتلوا عن أميركم». وقدم عبد الله بن يزيد الخطمي على عمر بن الخطاب، وأخبره الخبر.
شهد مع علي بن أبي طالب موقعة الجمل ووقعة صفين ومعركة النهروان، وولي إمّرَة مكة من عبد الله بن الزبير يسيرًا، واستمر مُقِيمًا بها، وسكن الكوفة وابْتَنى بها دارًا، وأصبح كان أميرًا على الكوفة في عهد ابن الزبير أيضًا، وكان عامر الشعبي كاتب سره سنة 65 هـ، وخرج في عهده سليمان بن صرد والتوابون من قتل الحسين بن علي إلى النُّخَيلة، وعسكروا بها، فلم يمنعهم، وقال: «أنا عونكم على قتلة الحسين»، فجزوه خيرًا. ثم عُزِلَ بعبد الله بن مطيع. مات قبل سنة 70 هـ وله نحو من ثمانين سنة.

## روايته للحديث النبوي
- حدث عن: النبي محمد، وعن زيد بن ثابت، وحذيفة بن اليمان.
- حدث عنه: سبطه عدي بن ثابت، وعامر الشعبي، ومحارب بن دثار، وأبو إسحاق السبيعي،[3] وابنه موسى،[2] ومعبد بن خالد الجدلي.[5]